# هدف سخت ۲
هدف سخت ۲ (انگلیسی: Hard Target 2) یک  فیلم اکشن آمریکایی محصول سال ۲۰۱۶ به کارگردانی رول رین است که به صورت فیلم ویدئویی منتشر شد. این یک فیلم ویدئویی دنباله فیلم هدف سخت محصول سال ۱۹۹۳ است. 
از بازیگران این فیلم می‌توان به اسکات ادکینز و رابرت نپر اشاره کرد.

## خلاصه داستان
این موضوع شکار انسان را در جنگل‌های میانمار و تایلند ادامه می‌دهد. یک رزمی‌کار بازنشسته با پذیرفتن پیشنهادی میلیون دلاری برای انجام یک مسابقه وارد میانمار می‌شود اما بزودی درمیابد که پشت پرده توطئه‌هایی علیه او در جریان است…